# Субпродукты

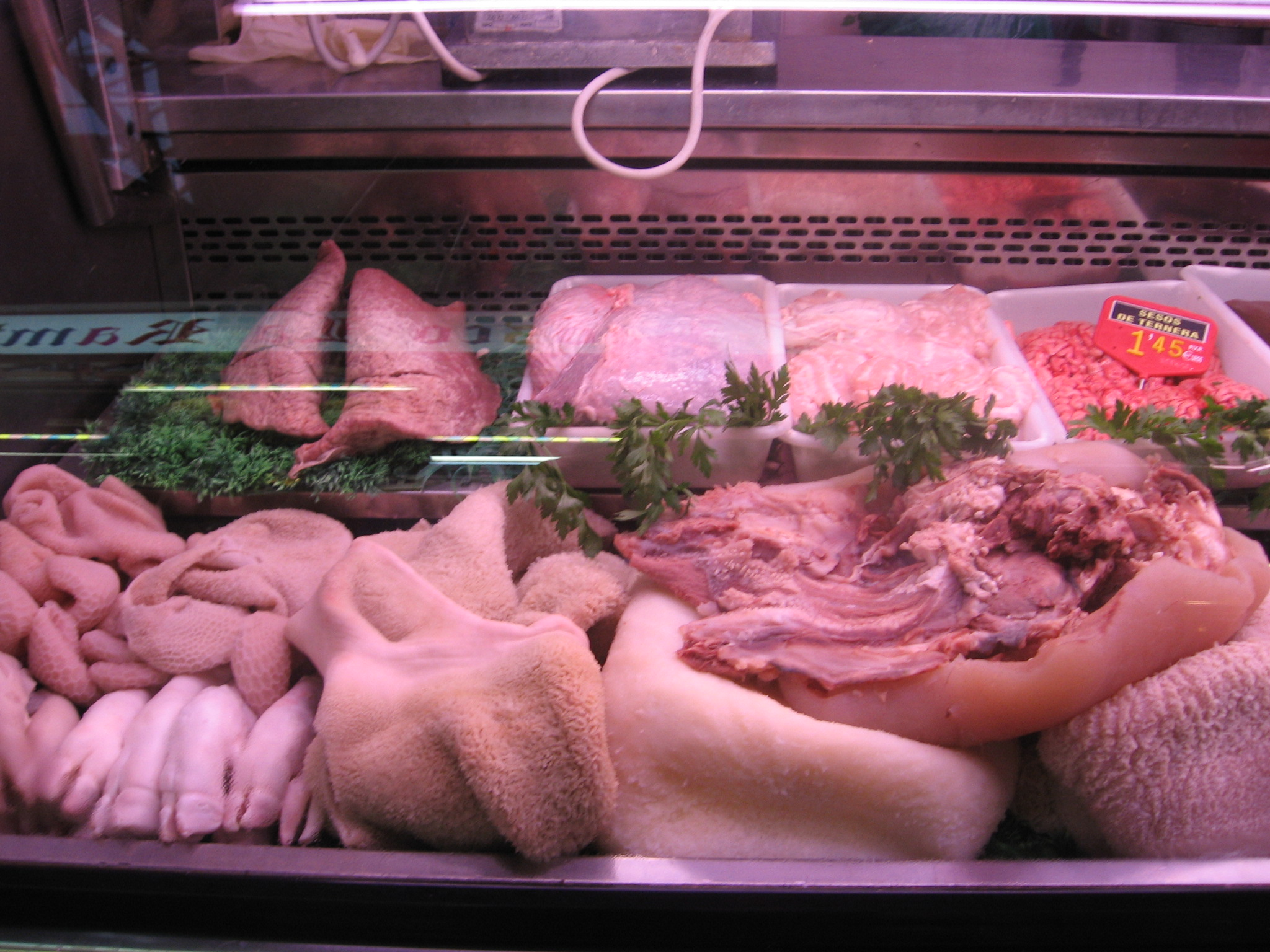
Прилавок с субпродуктами на рынке Бокерия в Барселоне

Субпроду́кты — внутренние органы (ливер, потроха) и части туш убойных животных, за исключением мякоти мяса, пригодные для дальнейшей переработки в пищевых или технических целях.

## Классификация
В зависимости от вида скота субпродукты подразделяют на говяжьи, свиные, бараньи и другие. По цели использования субпродукты делятся на пищевые (голова и её составные части, конечности, хвост, вымя, желудок, печень, лёгкие, сердце, почки, селезёнка, диафрагма, гортань с глоткой, мясная обрезь) и технические, не имеющие пищевой ценности (рога, кости головы, половые органы). По морфологическому строению различают:
- мякотные: ливер (печень, сердце, лёгкие, диафрагма, трахея с горлом), почки, селезёнка, мясная обрезь, вымя, язык и мозги;
- мясокостные: головы без шкур, языков и мозгов, мясокостные хвосты, цевки;
- слизистые: рубцы, книжки и сычуги крупного рогатого скота, свиные желудки;
- шёрстные: головы, ножки, губы, уши и хвосты[2][3].

## Пищевая ценность
По пищевой ценности и вкусовым достоинствам пищевые субпродукты не равноценны. Одни субпродукты, например, языки и печень, по вкусовым качествам не уступают мясу, а по содержанию витаминов и микроэлементов превосходят его. Другие, например, лёгкие, уши, трахеи, имеют низкую пищевую ценность.
По пищевой ценности и вкусовым достоинствам субпродукты, поступающие в торговую сеть, подразделяют на I и II категории.
К субпродуктам I категории относят языки, печень, почки, мозги, сердце, вымя говяжье, диафрагму и мясокостные хвосты (говяжий и бараний). Наибольшую пищевую ценность имеют языки говяжий и телячий (меньшую — бараний и свиной), печень, почки, мозги говяжьи и телячьи.
Субпродукты II категории — головы (без языков), ноги, лёгкие, уши, свиной мясокостный хвост, губы, жировая сетка, калтык, мясо пищевода, желудок (сычуг, рубец).

## Состав
Морфология и химический состав субпродуктов зависят от выполняемых ими функций, вида, возраста и упитанности животных.
Субпродукты содержат: воды — 20—80 %, белков — 12—20 %, жира — до 12 %, минеральные вещества, а также витамины A, D, группы В, РР, Е и К, причём витамином А и витаминами группы В особенно богата печень.
Белки наиболее ценных субпродуктов по питательным достоинствам не отличаются от белков мяса. В состав белков печени и почек входят все незаменимые аминокислоты. Однако в большинстве субпродуктов преобладают малоценные белки. Такие субпродукты, как уши, губы, рубцы и вымя, содержат много коллагена и эластина.
Жиром богаты мясная обрезь с голов упитанных животных и языки. Количество жироподобных веществ сравнительно велико в головном и спинном мозге. Эти органы содержат также разнообразные фосфатиды.

## Кулинарная обработка
Субпродукты используют при изготовлении различных кулинарных изделий. Из печени готовят вторые блюда, начинки для пирогов, она служит сырьём при производстве колбас и паштетов. Почки используют для первых и вторых блюд, деликатесных консервов; языки — для вторых, заливных блюд, при производстве копчёностей, консервов и колбасных изделий; сердце содержит плотную мышечную ткань; пригодно для вторых блюд, паштетов, ливерных колбас и консервов. Лёгкие добавляют в фарш при производстве низких сортов ливерных колбас вместе с другими субпродуктами. Ножки, уши используют в качестве клейдающих добавок при изготовлении студней, зельцев, ливерных колбас. Из мясокостных хвостов готовят бульоны и консервы.
В связи с тем, что в отдельных субпродуктах может остаться кровь, а также из-за большого количества весьма активных ферментов и микробной загрязнённости необходим тщательный контроль за субпродуктами на мясных предприятиях и в торговле.
Обработанные субпродукты должны быть без признаков порчи, тщательно очищенными от крови, загрязнений, соответствующими определённым требованиям по качеству обработки и органолептическим показателям. Языки — освобождены от жира, соединительной ткани, частей гортани и лимфатических узлов; цвет их на разрезе — однородный. Почки — целые, коричневого цвета, без надрезов капсулы, мочеточников и наружных кровеносных сосудов. Печень — без лимфатических узлов, крупных жёлчных протоков и жёлчного пузыря, коричневого или светло-коричневого цвета, с неповреждёнными оболочками светло-серого цвета. Сердце — разрезано или надрезано вдоль, зачищено от выступающих кровеносных сосудов, тёмно-красного цвета и упругой консистенции. Вымя — разрезано на крупные куски, обезжирено, без остатков молока, светло-серого цвета. Путовый сустав и свиные ножки — без рогового башмака, тщательно очищены от волос и щетины; цвет их в зависимости от вида обработки может быть коричневым, бледно-розовым или светло-кремовым. Головы говяжьи и свиные — разрублены на симметричные части, без языка, мозгов, тщательно зачищены от волос, щетины и обгоревшего эпидермиса. Субпродукты выпускают фасованными в целом виде или кусками, охлаждёнными или замороженными.
Многие люди предпочитают не есть глазные яблоки, которые обычно удаляются перед приготовлением пищи.
Не допускают к реализации в торговой сети оттаявшие и вторично замороженные субпродукты, с порезами и разрывами, потерявшие или изменившие цвет на поверхности.
Свежесть субпродуктов определяют органолептически, в зависимости от их вида по тем же показателям, что и мяса. При необходимости дополнительно делают бактериологический анализ.
Австралийские пищевые стандарты требуют, чтобы продукты, содержащие субпродукты, имели специальную маркировку. Присутствие мозга, сердца, почек, печени, языка или рубца должно быть маркировано либо конкретным типом, либо в более общем смысле как субпродукты. Другие субпродукты, такие как кровь, поджелудочная железа, селезёнка и тимус, должны быть названы по отдельности.